# Scaphosepalum dalstroemii
Scaphosepalum dalstroemii är en orkidéart som beskrevs av Carlyle August Luer. Scaphosepalum dalstroemii ingår i släktet Scaphosepalum och familjen orkidéer. Inga underarter finns listade i Catalogue of Life.